# Edward Wilmot Blyden
Edward Wilmot Blyden, liberijski pisatelj, diplomat, vzgojitelj in politik. * 3. avgust 1832, Sankt Thomas, Danski Deviški otoki, † 7. februar 1912, Freetown, Sierra Leone.

## Življenjepis
Blyden se je rodil 3. avgusta 1832 v Sankt Thomasu (v takratni danski koloniji) svobodnima črnskima staršema iz Nigerije. Med letoma 1842 in 1845 so živeli v Venezueli, kjer je Blyden odkril svoj talent za jezike. Tekoče je govoril špansko. Leta 1845 je v Sankt Thomasu spoznal duhovnika Knoxa, ki je v Blydnu videl velik potencial. Mladi Blyden se je zaradi tesne povezanosti s Knoxom in podpore svojih staršev odločil, da bo postal duhovnik.
Maja leta 1850 se je odpravil v ZDA, kjer se je vpisal na tri teološke fakultete, a so ga na vseh zavrnili zaradi njegove rase. Knox ga je po tem spodbudil, da je odšel v Liberijo, ker je menil, da bo Blyden tam lahko izkoristil svoje talente. Ko je prišel v Liberijo, se je kmalu začel ukvarjati z razvojem države. Takrat je bila Liberija ena izmed dveh podsaharskih afriških držav, ki še nikoli ni bila kolonizirana. Načeloma naj bi bila ta država ustanovljena predvsem za novo osvobojene Afričane iz Amerike. Kot predstavnik Liberije je Blyden v Ameriko potoval osemkrat. 
Od leta 1860 si je Blyden dopisoval z Williamom Ewartom Gladstonom, ki je pozneje postal liberalni voditelj in premier Združenega kraljestva. Leta 1861 je Gladstone Blydnu ponudil priložnost za študij v Angliji, vendar ga je Blyden zaradi obveznosti v Liberiji zavrnil.
Blyden je bil poročen s Sarah Yates iz ugledne družine Yates. Bila je ameriška Liberijka mešane rase, hči Hilary Yatesa in njegove žene. Sarahin stric Beverly Page Yates je med letoma 1856 in 1860, služil kot podpredsednik Liberije. Zakon med Blydnom in Sarah ni bil srečen, za kar je Blyden krivil ženino lojalnost do mulatske klike, ki je v tistem času dominirala nad Liberijsko politiko. Poleg tega je težave v zakonu povzročal tudi primanjkljaj denarja in Sarahina nezainteresiranost za moževo intelektualno delo. Kljub vsem tem težavam sta imela tri otroke.
Kasneje, ko je že več let živel v Freetownu v Sierra Leone, je imel Blyden daljše razmerje z Anno Erskin, Afroameričanko iz Lousiane. Erskin je bila vnukinja Jamesa Spriggsa Payna, dvakrat izvoljenega predsednika Liberije. Blyden in Erskin sta imela pet otrok. Ena izmed njunih še danes živečih potomk je Sylvia Blyden, založnica časopisa Awarness Times. 
Nekateri Blydnovi potomci se še danes trudijo nadaljevati njegovo zapuščino in pomagati Afriki z napredki na različnih področjih. Bai Blyden, njegov pravnuk se ukvarja z obnovljivimi viri energije.
Blyden je umrl 7. februarja leta 1912 v Freetownu, Sierra Leone.

## Kariera
Ko se je leta 1850 izselil v Liberijo, se je zaposlil kot novinar. Urejal je časopis Liberia Herald, prvi časopis v Liberiji. Poleg tega je takrat nekaj časa preživel v Britanskih kolonijah in Zahodni Afriki. Največ v Nigeriji in Sierri Leone, kjer je pisal za njihove časopise.
Blyden je leta 1861 postal profesor grščine in latinščine na novo nastajajoči univerzi v Liberiji Liberia College, kjer je delal približno 20 let. Tam je bil kasneje izvoljen za predsednika kolidža. Na tem položaju je delal med letoma 1880 in 1884.
Kot diplomat, je bil Blyden veleposlanik Liberije v Veliki Britaniji in Franciji. Poleg tega je pogosto potoval v ZDA, kjer je v črnskih cerkvah govoril o svojem delu v Afriki. Blyden je verjel, da bi Afroameričani lahko končali svoje trpljenje (zaradi rasne diskriminacije) z vrnitvijo v Afriko, kjer bi pomagali pri njenem razvoju. Bil je kritiziran s strani Afroameričanov, ki so si želeli pridobiti vse državljanske pravice v svoji rojstni državi ZDA in se niso identificirali z Afriko. Blyden je trpljenje Afroameričanov primerjal s trpljenjem Židov. Poleg tega je podpiral sionizem (idejo, da bi se Judje vrnili v Palestino). Sionizem je zelo podoben njegovemu prepričanju - panafriškemu gibanju, ki govori o vrnitvi Afroameričanov v izvorno Afriko za napredek afriškega naroda.
Blyden je aktivno sodeloval pri razvoju Liberije. Med letoma 1862 in 1864, je služil kot liberijski državni sekretar. Kasneje je kot minister za notranje zadeve delal od leta 1880 do leta 1882. Leta 1885 je kot republikanski kandidat, kandidiral za 11. predsednika Liberije, vendar je s 37.75% izgubil proti Hilaryju R. W. Johnsonu.
V obdobju med letoma 1901 in 1906 je Blyden vodil izobraževanje muslimanov, na inštitutu v Freetownu, Sierra Leone. V tem času je postal zelo zavzet za islam, ki ga je priporočal tudi Afroameričanom, da bi ostali zvesti svojim afriškim koreninam.

### Panafriško gibanje
Panafriško gibanje je ideja, da imajo ljudje afriškega porekla skupne interese in so enotni. V preteklosti je ta ideja pogosto dobila obliko političnega ali kulturnega gibanja. Prve ideje panafriškega gibanja, ki so jih vodili Afričani zahodne poloble, so začele krožiti sredi 19. stoletja v Združenih državah Amerike. Najpomembnejši predstavniki te ideje so bili Martin Delany, Alexander Crummel in Edward Wilmot Blyden. Delany je verjel, da temnopolti ljudje ne morejo napredovati skupaj z belci. Zavzemal se je za idejo, da bi se morali za napredovanje Afroameričani ločiti od ZDA in ustanoviti svoj narod. Crummel in Blyden sta mislila, da je Afrika najboljše mesto za ta novi narod. Motivirana sta bila s strani krščanskega misijonarjenja in sta verjela, da bi se morali Afričani novega sveta vrniti v svoje domovine in civilizirati njihove prebivalce.

#### Tričlenski načrt panafriškega gibanja
Tri točke, za katere je Blyden verjel, da lahko privedejo do odrešenja afriških ljudi po vsem svetu:
1. Popolna avtonomija od bele kulture, kolonializma in verskega vpliva. Blyden je menil, da je bila belska kultura tako temeljito zakoreninjena v rasizmu in gospodarskem izkoriščanju, da ni služila nobeni družbeni skupini, razen Evropejcem. Namesto asimilacije se je zavzel za vrnitev k domorodnim vrednotam in vrnitev nazaj v Afriko.
2. Vzpostavitev velike, enotne sodobne afriške države, ki bi povsod ščitila in spodbujala interese ljudi afriškega porekla. Blyden je bil prvi, ki je predlagal enotno vseafriško državo. Na tej točki se je začela ideja o panafriškem gibanju preučevati. Posledično Edwarda Wilmota Blydna imenujemo za očeta panafriškega gibanja.
3. Popolno prevzemanje afriškega značaja, vključno z islamsko vero, namesto evropskih značilnosti. Blyden je verjel, da obstaja afriški značaj. Poleg tega je verjel, da je ustanovitev delno novih nacionalnih državic v Afriki edini način za pridobitev spoštovanja črnske rase. Blyden ni poudarjal informacij, ampak oblikovanje posameznikovega uma. »Znanje samo po sebi ni moč – ampak sposobnost, da to znanje uporabimo – in ta sposobnost pripada samo umu, ki je discipliniran, usposobljen in oblikovan.« Njegova pripadnost islamu, afriški kulturi in panafriški misli je bila zelo velika. Posledično mu je Sierra Leone leta 1901 podelila položaj direktorja muslimanske vzgoje (na tem položaju je bil 5 let). S tem položajem pa je prišla tudi odgovornost učenja angleščine mladih muslimanov.

Blyden je s svojimi načeli postal navdih in zgled za prihodnje generacije afriških borcev za svobodo.

## Dela
Kot pisatelj je Blyden poznan kot oče panafriškega gibanja. Njegove ideje in dela so močno vplivala na mnoge pomembne figure dvajsetega stoletja. Med drugim na Marcusa Garveya in Kwameja Nkrumaha. Blydnovo najpomembnejše delo Christianity, Islam and the Negro Race govori o islamu, kot za Afričane boljši veri od krščanstva. Blyden je namreč menil, da je islam bolj avtentično afriški, kot krščanstvo, ki so ga prinesli beli kolonisti. Zaradi radikalnih idej je bilo delo zelo kontroverzno.

### Knjige
- Liberia’s Offering: Being addresses, Sermons, etc. (1862)

- Christianity, Islam and the Negro Race (1887)

- African Life and Customs (1994)

- West Africa Before Europe: and Other Addresses, Delivered in England in 1901 and 1903 (1905)

### Eseji in govori
- The Elements of Permanent Influence (16. februar 1890, Washington DC)

- Liberia as a Means, Not an End (26. julij 1867)

- The Negro in Ancient History, Liberia: PAst, Present and Future

- The Origin and Purpose of African Colonization (14. januar, Washington DC)

- Liberia at the American Centennial (julij 1877)

- The Negro in the United States (januar 1900)